# 沈玉琳
沈玉琳（1967年12月24日—），台灣電視製作人、主持人、演員，出生於嘉義縣水上鄉，畢業於世新大學三專部廣播電視科。沈玉琳曾製作過眾多綜藝節目，當中以《臺灣紅不讓》最為著名，是他身為製作人的代表作。2008年起，沈玉琳逐漸走向幕前，轉型為藝人、主持人。沈玉琳有「荒謬大師」、「收視王」、「通告王」、「鎖台王」之稱號，並於2023年入圍第58屆金鐘獎綜藝節目主持人獎。

## 演藝生涯

### 1988年—2000年
進入演藝圈前，沈玉琳曾在街上擺地攤，販售皮帶、水果、唱片、糖炒栗子等。後來，沈玉琳在高雄市政廣播電台（今高雄廣播電台）擔任廣播主持人。電台的主持工作結束後，沈玉琳在唱片公司擔任唱片企劃。在一次公司到川菜館聚餐時，沈巧遇有台灣「綜藝教父」之稱的「百是傳播」負責人、製作人黃義雄，黃義雄賞識沈玉琳，將其帶入電視圈，沈玉琳的節目製作生涯以擔任編劇及創作供歌手於節目表演用的拼裝歌展露頭角，後來向製作人李典勇拜師，成為明星級的製作人。。
沈玉琳曾製作眾多綜藝節目，當中以《臺灣紅不讓》最為著名，是他身為製作人的代表作。1995年，沈玉琳第一次掛名擔任製作人，擔綱製作台視綜藝節目《天天樂翻天》，主持人是吳宗憲和況明潔，後來黃子佼加入主持行列。1997年，沈玉琳與李典勇共同製作以整人單元著名的台視綜藝節目《臺灣紅不讓》，主持人為徐乃麟和曾國城，《臺灣紅不讓》單元整人紅不讓的成功，讓沈玉琳被稱為「整人大王」，他自稱首創台灣綜藝界「荒謬藝術」，並曾表示「荒謬是在嬉笑怒罵後仍有三分道理」。沈玉琳曾在2013年回憶表示：「我當製作人時，不斷衝撞台灣當局對娛樂創意設下的落伍規範，最高收過新聞局台幣85萬元的罰單，但收視率就是好。」。
2000年，沈玉琳進軍綜藝節目主戰場，製作台視週末黃金時段綜藝節目《少年兵團 旗開得勝》，主持人是羅志祥、歐漢聲、何妤玟、賈靜雯以及大炳，該節目在競爭激烈的台灣電視圈黃金時段異軍突起、大獲成功，締造全台收視冠軍的傲人成績。2017年，沈玉琳受訪時回憶：「我那時候找的五個主持人都是小朋友，但是小兵立大功，真的是亂拳打死老師傅。」。

### 2001年—2010年
製作出高收視率的當紅節目後，沈玉琳成為頂尖製作人，媒體稱譽為收視率製造機，巔峰時期他曾同時製作七個節目，並成立節目製作公司「哇哈哈製作公司」，然而面臨台灣電視圈不景氣、節目製作陷入困境，沈玉琳開始陷入低潮，節目陸續停播，高昂的製作成本讓他不斷虧損，不自覺間負債台幣3000萬元。為了償還積欠銀行的債務，沈玉琳賣掉豪宅償債，仍負債1000多萬元。
幾經思量，沈玉琳決定轉戰幕前，他曾趣稱：「我挑節目就把握四個字，『錢來就幹』！」。2008年起，沈玉琳開始走向幕前，並主持中天娛樂台談話節目《黃金B段班》，步向多元化發展；在主持該節目期間，沈玉琳養成講話時音量爆衝，同時帶有誇張的肢體語言、荒謬內容以及語出驚人的金句等特色的表演風格。2009年，沈玉琳發行隨書附贈的單曲《冬眠》，從此打開他充滿荒謬爆笑風格的音樂之路，不時有新作品問世。2010年，沈玉琳轉型為通告藝人，並且和小他17歲的女助理芽芽結婚。

### 2011年—至今
2011年至2013年，沈玉琳獲選中天綜合台綜藝談話節目《康熙來了》的「最不想轉台王」以及該頭銜變更後的「鎖台王」；除此之外，沈玉琳於2012年、2013年、2014年成為該節目的「通告王」，是連續三年參演《康熙來了》次數最高的藝人。沈玉琳在《康熙來了》表演許多從未嘗試或學習過的才藝，包括第一次跳舞、唱饒舌歌、彈吉他、和妻子一起跳捷舞等。2013年，沈玉琳发行第二张個人单曲《我要找名人》，該年他平均月入約台幣50萬元。至2015年，沈玉琳受訪時表示，自己每個月可接獲80個以上的通告；自從在《康熙來了》獲封「通告王」和「鎖台王」後，接活動案時沈皆會被冠上相關稱號。
2015年2月起，沈玉琳加入徐乃麟於華視主持的綜藝益智遊戲節目《財神向錢衝》，成為徐的主持搭檔。同年10月2日，因身為媒體人暨政治人物的馮光遠針對沈玉琳的好友吳宗憲在第50屆金鐘獎頒獎典禮感嘆電視節目難做和產業生態改變的引言，於社群媒體「臉書」的個人頁面發表「放屁！」的評論，吳馮兩人透過媒體隔空交火，並因此和沈玉琳一起受邀參與錄製政論節目《正晶限時批》。吳宗憲、沈玉琳與馮光遠針對吳馮雙方對於第50屆金鐘獎相關發言爭議進行辯論，雙方直到節目結束仍在臉書交鋒；該集節目收視率達到0.85，較平時收視率高出0.3，為該節目開播以來第二高的紀錄。
2015年12月，沈玉琳開始參與主持華視外景實境遊戲節目《名模出任務》。2016年8月16日，沈玉琳和唱片製作人陳威剛（布萊恩）合組嘻哈團體「威廉布萊恩」，發行單曲《人狗情未了》。2017年6月，沈玉琳和陳為民、郭子乾、大愷搭檔主持的中天娛樂台棚內益智遊戲節目《真的？假的》開播，同時沈玉琳轉戰網路節目，他發現過去自己習慣且擅長的電視節目表演和呈現模式不同於網路節目，經過半年思考、改進後，沈逐漸在新媒體領域的網路節目打下基礎，成為電視藝人稱霸網路的罕見成功典範，並且陸續接獲企業的業配合作案，酬勞價碼約為台幣60萬元至80萬元不等，媒體報導他因此再創造一波個人事業高峰。
經過數年發展，至2017年起，沈玉琳的尾牙主持價碼已從2012年時的一場活動新台幣8000元，漲至18萬元。2017年底至2018年2月止，沈玉琳接下38場尾牙和春酒主持工作，共進帳台幣684萬元；此外，沈另接下兩場中國大陸的尾牙主持工作，一場活動的主持酬勞大約台幣500萬元，讓他再進帳台幣上千萬元，成為台灣演藝圈「尾牙王」。2018年8月，沈玉琳受訪時表示，每年的尾牙邀約接洽旺季通常為9月至10月，該年進入8月時他已擁有12場尾牙活動主持工作。對於2018年底的尾牙主持接案成果，他表示：「初估至少40場，上看50場絕對不是問題」。沈玉琳除了接電視與網路節目的通告外，平均一年至少可接獲60場畢業季的校園演講，年底的尾牙加春酒場主持則至少40場，後兩項收入已遠超過他參演電視節目的通告費。至2019年1月，總計沈玉琳於2018年度以《謝謝琳來了》、《琳惟不亂看選戰》和《琳距離》等三個網路節目，賺進台幣600萬元，加上已接下52場尾牙和春酒活動，以及另有春酒活動仍待安排，至少可再進帳936萬元。沈玉琳對此表示，自己在2018上半年的收入以演講活動為主，加總結果和下半年差不多；沈該年度收入超過台幣3000萬元。
2025年7月29日，在家突感身體不適，被家人送醫，住進三軍總醫院加護病房搶命，2025年8月6日，透過社群證實罹患血癌，而相關演藝工作全數暫停。2025年8月7日，轉院至台大醫院，並接受高強度化療及標靶治療

## 個人生活
沈玉琳出生於軍人世家，他曾在節目提到，父親本來希望將他命名為「沈玉國」，但當年父親長年在外島從軍，只留下兩張字條給母親，而兩張字條分別是「沈玉國」及「沈玉琳」兩個名字。父親交代孩子若是男孩，取名為「沈玉國」女孩則命名為「沈玉琳」；然而因母親目不識丁搞混兩個名字，在報名字時遞出「沈玉琳」的字條，故在誤打誤撞下取為「沈玉琳」一名。而沈也稱他在年少因常被搞錯性別而感到些許介意。
沈玉琳曾在節目上談及自己和父親之間的關係。2017年，沈玉琳在節目上回憶表示，自己小時候和父親相當疏離，因為身為軍人的父親多數時間都在外島，所以他一直到高中，才稱呼父親一聲「爸爸」，沈對此表示：「高中以前，我也不曉得怎麼地好彆扭」；他也吐露自己對父親感覺複雜：「因為從小覺得他偏愛我姐姐，有點看我不起。」父親晚年智力退化，已經不太認得沈玉琳，沈對此談到：「我那時有點難過，想說怎麼可能，以前是我不知道他是誰，現在變成他不記得我了。」沈玉琳的父親於2016年過世。沈玉琳在家中是老么，哥哥沈玉璞是高雄市立圖書館前鎮分館主任。沈玉琳曾與佩真（鄒佩真）將往9年，兩人於2008年分手。
2010年2月22日，沈玉琳迎娶小他17歲的女助理芽芽，兩人交往半年便步入禮堂，席開近90桌，由好友綜藝天王吳宗憲擔任證婚人。
除了演藝事業以外，沈玉琳亦擁有個人副業投資。此外，沈玉琳在臺北市內湖區擁有兩間房子，價值各約台幣5千萬元及8千萬元，於新北市五股區也有一間值約2500萬元的房產，三間房產總值破1億5千萬元。

## 製作作品

### 電視節目
| 開播日期      | 節目名稱                     | 播出電視台            | 播出時間                                        | 備註 |
| ------------- | ---------------------------- | --------------------- | ----------------------------------------------- | --- |
| 1993年4月     | 《彩虹假期》                 | 臺視                  | 每星期日19:30～20:30                            | 已停播 |
| 1995年9月18日 | 《天天樂翻天》               | 臺視                  | 每週一至週五18:00                               | 已停播 |
| 1997年7月18日 | 《臺灣紅不讓》               | 臺視                  | 每週五21:30                                     | 已停播 |
| 2000年        | 《少年兵團 旗開得勝》        | 臺視                  | 每週五21:00                                     | 已停播 |
| 2003年6月28日 | 《周六大勝利》               | 華視                  | 每週六22:00                                     | 已停播 |
| 2003年6月23日 | 《超人氣大挑戰》             | 東風衛視              | 每週一至週四18:00                               | 沈玉琳首次製作東風衛視節目，已停播                                                                              |
| 2003年10月2日 | 《幸福委員會》               | 東森綜合台            | 待考                                            | 已停播 |
| 2004年1月5日  | 《老外眾議團》               | 東森綜合台            | 待考                                            | 2004年2月21日改名為《台灣眾議團》，已停播                                                                       |
| 2004年2月28日 | 《鬥陣聚樂部》               | 华视                  | 每週六22:00                                     | 已停播 |
| 2005年4月     | 《非常電視通》               | 東森新聞S台           |                                                 | 2005年5月停播。                                                                                                 |
| 2005年7月2日  | 《百戰大勝利》               | 東森綜合台 成豐電視台 | 東森綜合台：每週六18:30 成豐電視台：每週五19:30 | 已於2008年停播                                                                                                  |
| 2005年7月9日  | 《齊天大勝》                 | 臺視                  | 每週六20:00                                     | 已停播 |
| 2006年5月1日  | 《分手擂台》                 | 東森綜合台            | 每週四至週五22:00                               | 已停播 |
| 2008年6月27日 | 《環遊世界80天之我要玩下去》 | 華視                  | 每週五22:00                                     | 已於2008年8月15日播畢                                                                                           |
| 2009年4月10日 | 《幸福A計畫》                | 華視                  | 每週五20:00                                     | 2009年3月30日首錄。 2009年6月5日停播。 由徐乃麟、小鐘、小喬主持                                                 |
| 2009年9月12日 | 《平民大富翁》               | 華視                  | 每週六20:00                                     | 已於2009年12月19日播畢。 2009年9月12日至2009年10月10日為聶雲主持。 2009年10月17日至2009年12月19日為吳宗憲主持。 |

### 電視劇
| 年份   | 播出頻道 | 戲劇名稱 | 備註                       |
| ------ | -------- | -------- | -------------------------- |
| 2003年 | 台視     | 暗發現場 | 首次製作戲劇，2004年停播。 |

## 導演作品

### 綜藝節目
| 日期   | 節目名稱     | 播出頻道 | 備註                                                                     |
| ------ | ------------ | -------- | ------------------------------------------------------------------------ |
| 1993年 | 《彩虹假期》 | 台視     | 在劍湖山世界錄影的大型綜藝節目，李典勇製作，沈玉琳擔任導演、主題曲作曲。 |

## 主持作品

### 影視節目
| 日期   | 節目名稱                       | 播出頻道         | 備註 |
| ------ | ------------------------------ | ---------------- | --- |
| 2008年 | 《黃金B段班》                  | 中天娛樂台       | 與小鐘、NONO、小甜甜、李佩甄、宋新妮共同主持。                                                                                      |
| 2008年 | 《王牌大製騙》                 | 年代綜合臺       | 與汪冠偉（年代MUCH台《至尊百家樂》製作人）、製作人小飛、演藝經紀人黃佩雯共同主持，由梁赫群監製。 沈玉琳並親自設計狀況劇，專整藝人。 |
| 2014年 | 《真的了不起》                 | 中天綜合台       | 助理主持人；行為舉止專家（提示和明燈）。                                                                                            |
| 2015年 | 《財神向錢衝》                 | 華視             | 與徐乃麟主持 |
| 2015年 | 《麻辣同學會》                 | 中天娛樂台       | 與謝祖武、杜詩梅、潘若迪、陳德烈共同主持                                                                                            |
| 2016年 | 《穿越康熙》                   | 中天綜合台       | 與陳漢典主持 |
| 2016年 | 《名模出任務》                 | 華視             | 與李沛旭、陳思璇、杜詩梅、大愷共同主持                                                                                              |
| 2017年 | 《名模星任務》                 | 中視/中天        | 與陳志強、陳思璇、李懿、大愷共同主持                                                                                                |
| 2017年 | 《愛情琳不靈》                 | Yahoo!奇摩       | |
| 2017年 | 《真的？假的》                 | 中天娛樂台       | 先與郭子乾、陳為民共同主持，後與陳為民、大愷共同主持。                                                                              |
| 2017年 | 《琳來瘋》                     | 麥卡貝網路電視   | 與助理主持阿樂、琳妲、固定來賓：張立東共同主持                                                                                      |
| 2018年 | 《琳來瘋2.0》                  | 麥卡貝網路電視   | 與助理主持張立東、阿樂、琳妲共同主持                                                                                                |
| 2018年 | 《玉琳哥！來代班》             | 東森新聞網路節目 | 與助理主持陳育涵、里紗、蘿拉共同主持                                                                                                |
| 2019年 | 《我愛冰冰Show》               | 中視             | 與白冰冰、賀一航、台一線共同主持；因節目改版已未主持。                                                                              |
| 2019年 | 《歡迎光琳》                   | 緯來綜合台       | |
| 2019年 | 《金牌17Q》                    | 中天綜合台       | 與巴鈺、許富凱、張文綺共同主持 |
| 2020年 | 《玩命街頭》                   | 民視             | 與助理主持蘿拉共同主持 |
| 2020年 | 《11點熱吵店》                 | TVBS歡樂台       | 與前主持人殷悅（Melody）共同主持 |
| 2020年 | 《威廉沈歡樂送》               | 網路節目         | 與林襄共同主持 |
| 2021年 | 《美女與野獸 BEAST明星能量賽》 | 網路節目         | |
| 2022年 | 《我就問 你正常嗎?》           | 東森超視         | 搭檔于美人 |
| 2023年 | 《哈囉 你有事嗎？》            | 東森超視         | 搭檔許維恩→曾智希 |
| 2024年 | 《甄心分享小琳鐺》             | 緯來戲劇台       | 搭檔李佩甄 |
| 2024年 | 《女孩好野》                   | 東森超視         | 與籃籃、李多慧、林襄、風田、張立東共同主持                                                                                          |
| 2024年 | 《后宮歐買尬》                   | 東森超視         | 搭檔利菁 |

## 演出作品

### 電視劇
| 年份   | 頻道                 | 劇名                    | 飾演       |
| ------ | -------------------- | ----------------------- | ---------- |
| 2012年 | 八大綜合台、中視     | 智勝鮮師                | KO桑       |
| 2013年 | 八大綜合台、民視     | 原來是美男              | 節目主持人 |
| 2013年 | 中天綜合台           | PMAM                    | 沈玉琳     |
| 2014年 | 中天綜合台           | PMAM之美好偵探社        | 義哥       |
| 2015年 | 樂視網               | 阿宪走着瞧              | 課長       |
| 2015年 | 八大綜合台、湖南衛視 | 明若曉溪                | 攤檔老闆   |
| 2016年 | 台視                 | 加油！美玲              | 王秀山     |
| 2022年 | TVBS歡樂台           | 機智校園生活-青春向前衝 | 沈大師     |

### 電影
| 年份   | 片名               | 角色             |
| ------ | ------------------ | ---------------- |
| 2010年 | 《混混天團》       | 陳老闆           |
| 2014年 | 《痞子遇到愛》     | 阿利哥           |
| 2015年 | 《台北夜游團團轉》 | 老人院艋舺黨     |
| 2016年 | 《人生按個讚》     | 千里眼           |
| 2017年 | 《吃吃的愛》       | 電視購物台製作人 |

### 任職
曾任Meet新聞台頭條新聞 主播
現任Meet廣播新聞台廣播新聞 當家主播

### 動畫配音
| 年份   | 片名                   | 角色            |
| ------ | ---------------------- | --------------- |
| 2015年 | 《馬達加斯加爆走企鵝》 | 戴夫            |
| 2017年 | 《寶貝老闆》           | 希歐多爾·天普頓 |

### 短片
| 年份   | 劇名                          | 飾演   |
| ------ | ----------------------------- | ------ |
| 2022年 | 這群人 │斜幹青年電視台 第五集 | 主持人 |

## 音樂作品

### 單曲
- 台視《彩虹假期》主題曲〈彩虹假期〉
  - 詞：賀一航，曲：沈玉琳
- 2009年〈冬眠〉（書籍贈品）
  - 詞：沈玉琳，曲：邱耀德，編曲：董豪華
- 2013年〈我要找名人〉（Cold Stone廣告曲）
  - 詞：夢之怪物，曲：夢之怪物
- 2015年〈甘溫蛤〉（雅虎奇摩廣告曲)
  - 詞：小冰，曲：小冰
- 2016年預計〈電視神〉（雅虎奇摩廣告曲）
  - 詞：小冰，曲：小冰
- 2016年〈人狗情未了〉（威廉布萊恩）
  - 詞：沈玉琳、布萊恩，曲：布萊恩

## 出版作品

### 書籍
| 出版日期      | 書名                                 | 出版社   | ISBN               |
| ------------- | ------------------------------------ | -------- | ------------------ |
| 2009年1月20日 | 《人人都愛魯肉飯：媽呀！沈玉琳上菜了》 | 漢皇文化 | ISBN 9789866590146 |

## 獎項紀錄
| 年份   | 授獎名稱     | 獎項             | 作品名稱       | 結果 |
| ------ | ------------ | ---------------- | -------------- | ---- |
| 2023年 | 第58屆金鐘獎 | 綜藝節目主持人獎 | 《11點熱吵店》 | 提名 |

## 外部連結
- 沈玉琳的御林軍的Facebook專頁
- 威廉沈沈玉琳的Instagram帳戶
- 沈玉琳的新浪微博
- 沈玉琳在互联网电影资料库（IMDb）上的資料（英文）
- 沈玉琳在香港影庫上的簡介
- 沈玉琳在豆瓣上的资料（简体中文）
- 沈玉琳在时光网上的簡介（简体中文）
- 沈玉琳在台灣電影網上的資料（繁體中文）